# Entrecote

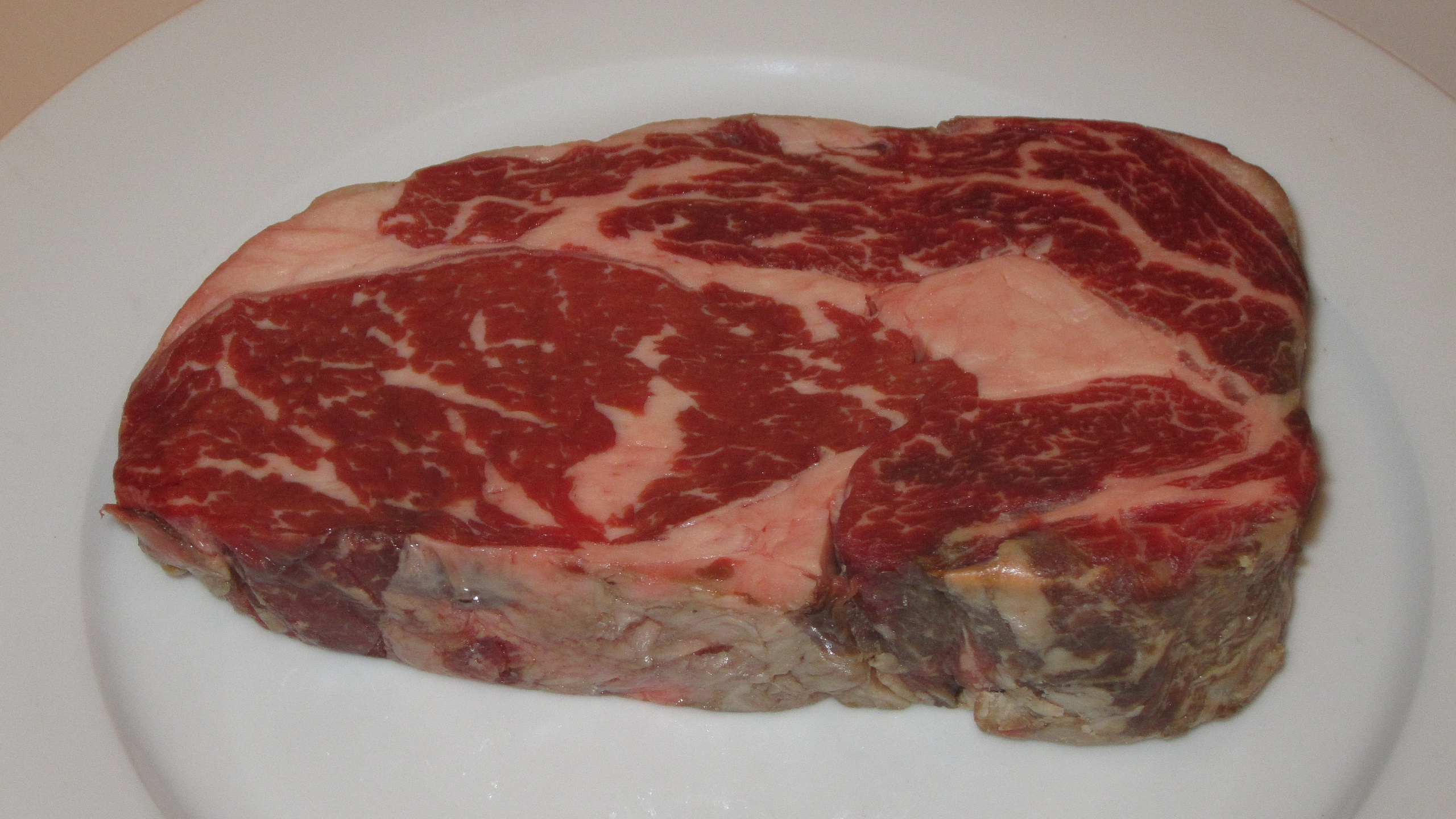
Entrecote

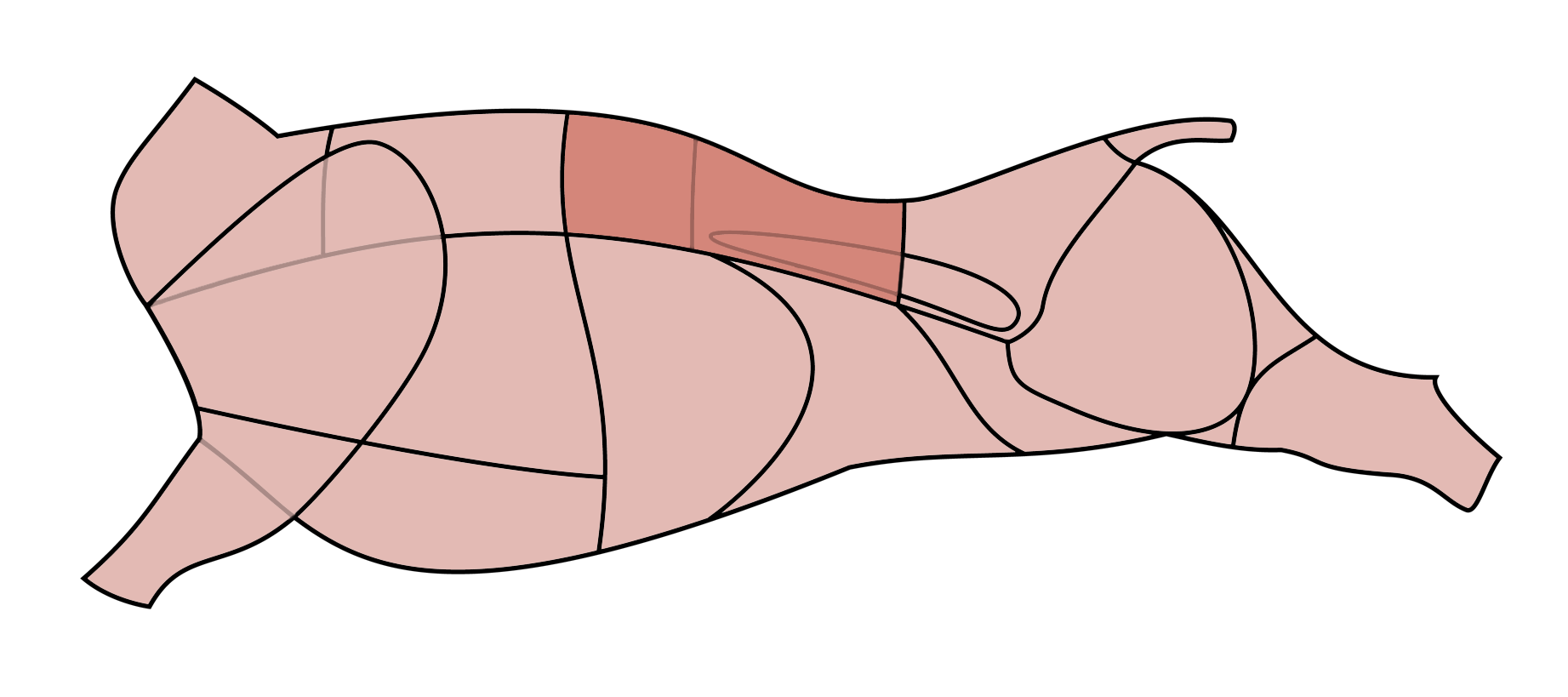
Styckningsschema för nöt: det mörkare området visar var entrecoten sitter på slaktkroppen

Entrecote (uttalas /aŋtrekå´t/ eller /aŋtrekå´/) är nötkött som sitter på ryggen mellan högrev och biff, det vill säga ovanför de sex bakre revbenen. Ordet kommer från franskan entre côte, "mellan revbenen". Den tillhör de styckningsdetaljer som sitter på mitten av djuret. Karaktäristiskt för dessa detaljer är att de är möra och går snabbt att tillaga. Entrecote är en något fetare styckningsdetalj med insprängt fett - marmorering, som gör köttet smakrikt. Entrecote säljs med eller utan ben, i bit eller i skivor. Den kan tillagas genom helstekning, stekas i skivor eller grillas. Strimlad entrecote kan wokas eller användas till andra asiatiska rätter som shabu shabu eller sukiyaki. Eftersom entrecote är ett smakrikt kött kan salt och peppar räcka som krydda. Benämningen entrecote används ibland oriktigt för en ospecificerad tjock skiva nötkött. 
Entrecote kan på svenska uttalas både med och utan hörbart "t" i slutet. Enligt Svenska Akademiens ordlista (SAOL) är alternativet med hörbart "t" att föredra.